# Solheim Cup 1996
Navigation
1994 1998
La Solheim Cup 1996 est la quatrième édition de la Solheim Cup et s'est déroulée du 20 septembre 1996 au 22 septembre 1996 sur le parcours du St. Pierre Hotel & Country Club à Chepstow au pays de Galles. Les États-Unis remporte la compétition 17 à 11.

## Les équipes
| États-Unis      | États-Unis       | Europe                 | Europe           |
| --------------- | ---------------- | ---------------------- | ---------------- |
|                 |                  |                        |                  |
| Capitaines      |                  |                        |                  |
| Judy Rankin     | Judy Rankin      | Mickey Walker          | Mickey Walker    |
| Joueuse         | Note             | Joueuse                | Note             |
| Pat Bradley     | 3e participation | Helen Alfredsson       | 4e participation |
| Brandie Burton  | 3e participation | Laura Davies           | 4e participation |
| Beth Daniel     | 4e participation | Marie-Laure De Lorenzi | 2e participation |
| Jane Geddes     | Rookie           | Lisa Hackney           | Rookie           |
| Rosie Jones     | 2e participation | Trish Johnson          | 4e participation |
| Betsy King      | 4e participation | Kathryn Marshall       | Rookie           |
| Meg Mallon      | 3e participation | Joanne Morley          | Rookie           |
| Michelle McGann | Rookie           | Liselotte Neumann      | 4e participation |
| Dottie Pepper   | 4e participation | Alison Nicholas        | 4e participation |
| Kelly Robbins   | 2e participation | Catrin Nilsmark        | 3e participation |
| Patty Sheehan   | 4e participation | Dale Reid              | 4e participation |
| Val Skinner     | Rookie           | Annika Sörenstam       | 2e participation |

## Compétition

### Vendredi

#### Foursomes
|                                    | Résultats  | Drapeau des États-Unis        |
| ---------------------------------- | ---------- | ----------------------------- |
| Annika Sörenstam/Catrin Nilsmark   | égalité    | Kelly Robbins/Michelle McGann |
| Laura Davies/Alison Nicholas       | 1 up       | Patty Sheehan/Rosie Jones     |
| Dale Reid/Marie-Laure De Lorenzi   | 1 up       | Beth Daniel/Val Skinner       |
| Helen Alfredsson/Liselotte Neumann | 2 & 1      | Dottie Pepper/Brandie Burton  |
| 0 ½                                | Session    | 3 ½                           |
| 0 ½                                | Au général | 3 ½                           |

#### 4 balles meilleure balle
|                                   | Résultats  | Drapeau des États-Unis    |
| --------------------------------- | ---------- | ------------------------- |
| Laura Davies/Trish Johnson        | 6 & 5      | Kelly Robbins/Pat Bradley |
| Annika Sörenstam/Kathryn Marshall | 1 up       | Val Skinner/Jane Geddes   |
| Liselotte Neumann/Catrin Nilsmark | 1 up       | Dottie Pepper/Betsy King  |
| Helen Alfredsson/Alison Nicholas  | égalité    | Meg Mallon/Beth Daniel    |
| 2 ½                               | Session    | 1 ½                       |
| 3                                 | Au général | 5                         |

### Samedi

#### Foursomes
|                                         | Résultats  | Drapeau des États-Unis        |
| --------------------------------------- | ---------- | ----------------------------- |
| Laura Davies/Trish Johnson              | 4 & 3      | Patty Sheehan/Rosie Jones     |
| Annika Sörenstam/Catrin Nilsmark        | 1 up       | Dottie Pepper/Brandie Burton  |
| Liselotte Neumann/Kathryn Marshall      | égalité    | Meg Mallon/Jane Geddes        |
| Helen Alfredsson/Marie-Laure De Lorenzi | 4 & 3      | Kelly Robbins/Michelle McGann |
| 3 ½                                     | Session    | 0 ½                           |
| 6 ½                                     | Au général | 5 ½                           |

#### 4 balles meilleure balle
|                                      | Résultats  | Drapeau des États-Unis     |
| ------------------------------------ | ---------- | -------------------------- |
| Laura Davies/Lisa Hackney            | 6 & 5      | Beth Daniel/Val Skinner    |
| Annika Sörenstam/Trish Johnson       | égalité    | Meg Mallon/Michelle McGann |
| Marie-Laure De Lorenzi/Joanne Morley | 2 & 1      | Kelly Robbins/Betsy King   |
| Catrin Nilsmark/Liselotte Neumann    | 3 & 1      | Patty Sheehan/Jane Geddes  |
| 2 ½                                  | Session    | 1 ½                        |
| 9                                    | Au général | 7                          |

### Dimanche

#### Simples
|                        | Résultats  | Drapeau des États-Unis |
| ---------------------- | ---------- | ---------------------- |
| Annika Sörenstam       | 2 & 1      | Pat Bradley            |
| Kathryn Marshall       | 2 & 1      | Val Skinner            |
| Laura Davies           | 3 & 2      | Michelle McGann        |
| Liselotte Neumann      | égalité    | Beth Daniel            |
| Lisa Hackney           | 1 up       | Brandie Burton         |
| Trish Johnson          | 3 & 2      | Dottie Pepper          |
| Alison Nicholas        | égalité    | Kelly Robbins          |
| Marie-Laure De Lorenzi | 5 & 4      | Betsy King             |
| Joanne Morley          | 5 &4       | Rosie Jones            |
| Dale Reid              | 2 up       | Jane Geddes            |
| Catrin Nilsmark        | 2 & 1      | Patty Sheehan          |
| Helen Alfredsson       | 4 & 2      | Meg Mallon             |
| 2                      | Session    | 10                     |
| 11                     | Au général | 17                     |